# Kerkgebouw Gereformeerde Gemeenten in Nederland (Oostburg)
De Kerk van de Gereformeerde Gemeenten in Nederland is een voormalig kerkgebouw in de tot de Nederlandse gemeente Sluis behorende plaats Oostburg. Het gebouw is gelegen aan Oudestad 37.

## Geschiedenis
Het kerkje werd gebouwd in 1932 en in 1933 hielden de lidmaten van de Gereformeerde Gemeenten er hun eerste dienst. 
Het kerkje doorstond tijdens de Tweede Wereldoorlog de bombardementen van 1944. 
Na de scheuring van 1953 kwam het aan de Gereformeerde Gemeenten in Nederland. In 1982 ontstond er een conflict, wat leidde tot uittreding van een 70-tal personen, welke zich wederom bij de Gereformeerde Gemeenten aansloten en in 1993 een eigen kerkgebouw aan de Melkweg in gebruik namen.
De gemeente van de GGiN werd opgeheven in 2002, waarna het gebouwtje werd omgebouwd tot woonhuis. Hierbij werd de indeling van de voorgevel grotendeels intact gelaten.

## Gebouw
Het betreft een sober gebouwtje onder zadeldak. Rondbogige vensters, twee bescheiden pilasters en een gemetseld topje op de gevel tonen aan dat het om een kerkje moet gaan.